# エリウ
エリウ(Ériu)は、ケルト神話（アイルランド神話）に登場するトゥアハ・デ・ダナーン神族の戦いと豊穣の女神。太陽神としての性質も備えていたとの説もある。古代のアイルランドを統治していた、土地の主権者たる三人の女神の長姉。バンバとフォドラとは姉妹で三相一体の女神の一人である。トゥアハ・デ・ダナーンの王の一人・マクグレーネの妻とされるが、フォモール族のエラハとの間にブレスをもうけたとする文献もある。
バンバ、フォドラと共にマイリージャ族がアイルランド島に侵略してきた時、それを阻止するために勇敢に侵略者と戦った。戦闘時に魔法で敵の軍隊に向かって泥の玉を激しく投げ落としたとされ、マイリージャ族の偉大なる吟遊詩人はエリウの勇敢な戦いに敬意を表した。アイルランド島の古名「エリン」は彼女の名前にちなむとされる。